# 하세가와 레나
하세가와 레나(일본어: 長谷川 玲奈, 2001년 3월 15일 ~ )는 일본의 성우이자 여성 아이돌 그룹 전 NGT48의 멤버이다.

## 소속 그룹 / 소속사
- 전 NGT48 1기생 크로거다일 소속.
- 친구:야마구치 마호, 스가하라 리코, 무라쿠모 후우카